# Mark Cross
Mark Cross (ur. 2 sierpnia 1965 w Londynie) – perkusista, który występował w zespołach takich jak Kingdom Come i Helloween, jednak nie odegrał w ich twórczości znaczącej roli. Wpływ na jego styl miały kompozycje zespołów takich jak Deep Purple, Iron Maiden, Judas Priest, The Rolling Stones czy Van Halen. Obecnie jest członkiem zespołu Firewind, w którym gra od 2006 roku. Poświęca się również nauczaniu gry na perkusji.

## Dyskografia
Magna Carta
- Magna Carta (1990)

Rakintzis
- Etsi maresi (1993)

Nightfall
- Diva Futura (1999)

Metalium
- State of triumph - Chapter II (2000)

Kingdom Come
- Too (2000)

Bad Habit
- Sex, Fights & Rock'n Roll (2002)

Helloween
- Rabbit Don't Come Easy (2003)

Winter’s Bane
- Redivivus (2006)

Saracen
- Vox in excelso (2006)

Firewind
- Allegiance (2006 – Europa i Japonia; 2007 – USA)
- The Premonition (2008)
- Live Premonition (2008)